# Cantiere Navale Poli
Il Cantiere Navale Poli è un'azienda di costruzioni navali con sede a Chioggia, in provincia di Venezia.

## Storia
Il cantiere venne fondato nel 1816 a Chioggia da Domenico Poli e la sua attività venne poi sviluppata dai figli.
Fu il primo a varare un piroscafo in acciaio nel Mare Adriatico (Il Varo del "Savoja" a Chioggia il 25.08.1891) e nel 1913 divenne il quinto cantiere navale per importanza in Italia.